# Нецешти (Валча)
Нецешти (рум. Nețești) насеље је у Румунији у округу Валча у општини Стоилешти. Oпштина се налази на надморској висини од 414 m.

## Становништво
Према подацима из 2002. године у насељу је живело 127 становника, од којих су сви румунске националности.